# Zero (sang)
 For alternative betydninger, se Zero. (Se også artikler, som begynder med Zero)
"Zero" er en sang skrevet af Billy Corgan og indspillet af Smashing Pumpkins. "Zero" blev udgivet som ep og blev den tredje single fra dobbeltalbummet Mellon Collie and the Infinite Sadness fra 1995.
Singlen blev i USA udgivet 23. april 1996, mens den europæiske udgave først kom nogle måneder senere. I USA blev singlen en kæmpe succes og blev den tredje single på stribe fra Smashing Pumpkins, der opnåede guld, dvs. med mere end 500.000 solgte eksemplarer i USA. 
"Zero" var den første sang, som Billy Corgan skrev til dobbeltalbummet. Sangen kendes ved det specille guitar-riff og det imponerende arbejde af trommeslager Jimmy Chamberlin.
I forbindelse med udgivelsen af bandets syvende album Oceania i 2012 lavede musikmagasinet Rolling Stone en oversigt over de 20 bedste sange fra Smashing Pumpkins ud fra en omfattende afstemning blandt fans. "Zero" blev stemt ind som nummer 12 på listen.

## B-sider
- "God"
- "Mouths of Babes"
- "Tribute to Johnny"
- "Marquis in Spades"
- "Pennies"
- "Pastichio Medley"

Alle b-sider er skrevet af Billy Corgan. 
"Pastichio Medley" er en 23 minutter lang medley af diverse demooptagelser fra bandets studieindspilninger til Mellon Collie and the Infinite Sadness. Tracket indeholder ca. 70 bidder af hidtil ikke-udgivet sange.